# Prix Inkpot
Le prix Inkpot (Inkpot Award, « prix de l'encrier ») est une récompense américaine décernée chaque année depuis 1974 lors du Salon international de la bande dessinée de San Diego (Comic-Con). Elle récompense des professionnels de bandes dessinées, de la science-fiction, de la télévision et de l'animation, ainsi que les membres de l'organisation du Comic-Con. Les lauréats sont élus parmi les invités du salon après un vote du comité Comic-Con. Attribuée très largement, c'est une récompense au prestige limité.

## Lauréats
La profession ou occupation principale des lauréats qui ne sont pas auteurs de bande dessinée est précisée après leur nom.

### De 1974 à 1979

#### 1974
- Forrest J Ackerman (1916-2008), éditeur et écrivain de science-fiction
- Kirk Alyn (1910-1999), acteur
- Ray Bradbury (1920-2012), écrivain
- Milton Caniff (1907-1988)
- Frank Capra (1897-1991), réalisateur
- Bob Clampett (1913-1984), animateur
- June Foray (1917-2017), doubleuse
- Eric Hoffman (historien du cinéma)
- Chuck Jones (1912-2002), animateur
- Jack Kirby (1917-1994)
- Stan Lee (1922-2018)
- Bill Lund (membre fondateur du Comic-Con)
- Russ Manning (1929-1981)
- Russell Myers (1938-)
- Charles Monroe Schulz (1922-2000)
- Phil Seuling (1934-1984), fondateur de la Comic Art Convention
- Roy Thomas (1940-)
- Bjo Trimble (1933-), personnalité du fandom de science-fiction

#### 1975
- Barry Alfonso, membre fondateur du Comic-Con présent jusqu'en 1975
- Brad Anderson (1924-2015)
- Robert Bloch (1917-1994), écrivain
- Vaughn Bodé (1941-1975), à titre posthume
- Edgar Rice Burroughs (1875-1950), écrivain, à titre posthume
- Daws Butler (1916-1988), doubleur
- Richard Butner, membre du bureau du Comic-Con de 1975 à 1982
- Shel Dorf (1933-2009), « père fondateur » du Comic-Con
- Will Eisner (1917-2007)
- Mark Evanier (1952-)
- Gil Kane (1926-2000)
- Alan Light, personnalité du fandom de la science-fiction
- Dick Moores (1909-1986)
- George Pal (1908-1980), réalisateur
- Rod Serling (1924-1975), scénariste pour le cinéma, à titre posthume
- Joe Shuster (1914-1992)
- Jerry Siegel (1914-1996)
- Jim Starlin (1949-)
- Jim Steranko (1938-)
- Theodore Sturgeon (1918-1985), écrivain
- Larry Vincent (1924-1975), présentateur de films d'horreur, à titre posthume
- Barry Windsor-Smith (1949-)

#### 1976
- Neal Adams (1941-)
- Sergio Aragonés (1937-)
- Mel Blanc (1908-1989), doubleur
- Frank Brunner (1949-)
- Rick Griffin (1944-1991)
- Johnny Hart (1931-2007)
- George Clayton Johnson (1929-2015), écrivain
- Vicky Kelso (secrétaire du Comic-Con)
- Mell Lazarus (1927-2016)
- Sheldon Mayer (1917-1990)
- Dale Messick (1906-2005)
- Alex Niño (1940-)
- Don Rico (1912-1985)
- Don (1935-1994) et Maggie Thompson (1942-)

#### 1977
- Alfredo Alcala (1925-2000)
- Carl Barks (1901-2000)
- C. C. Beck (1910-1989)
- Howard Chaykin (1950-)
- Lester Dent (1904-1959), écrivain, à titre posthume
- Jackie Estrada (1946-), organisatrice de festival
- Harold Foster (1892-1982)
- Walter B. Gibson (1897-1985), écrivain
- Jim Harmon, écrivain et historien des médias
- Robert A. Heinlein (1907-1988), écrivain
- Gene Henderson, historien, membre intermittent du bureau directeur du Comic-Con
- Michael Wm. Kaluta (1947-)
- Joe Kubert (1926-2012)
- Harvey Kurtzman (1924-1993)
- George Lucas (1944-), réalisateur
- Stan Lynde (1931-2013)
- Byron Preiss (1953-2005), éditeur et écrivain
- Trina Robbins (1938-2024)
- Stanley Ralph Ross (1935-2000), acteur et scénariste de télévision
- Bill Scott (1920-1985)
- David Scroggy (1951-), directeur éditorial
- Jay Ward (1920-1989), producteur pour la télévision
- Len Wein (1948-2017)

#### 1978
- John Buscema (1927-2002)
- Al Capp (1909-1979)
- Gene Colan (1926-2011)
- Gill Fox (1915-2004)
- Tom French, membre de l'organisation du Comic-Con
- Steve Gerber (1947-2008)
- Chester Gould (1900-1985)
- Burne Hogarth (1911-1996)
- Bob Kane (1915-1998)
- Ken Krueger (1926-2009), membre fondateur du Comic-Con
- Bernie Lansky (1924-2004)
- Gray Morrow (1934-2001)
- Clarence Nash (1904-1985)
- Grim Natwick (1890-1990)
- Bill Rotsler (1926-1997)
- Mike Royer (1941-)
- Gilbert Shelton (1940-)
- Dave Sheridan (1943-1982)
- Bill Stout (1927-1989), journaliste de télévision
- Frank Thorne (1930-)
- Boris Vallejo (1941-)
- Mort Weisinger (1915-1978), à titre posthume
- Elmer Woggon (1898-1978), à titre posthume

#### 1979
- Craig Anderson, directeur éditorial
- Steve Englehart (1947-)
- Dale Enzenbacher, sculpteur
- Frank Kelly Freas (1922-2005)
- Virginia French, membre de l'organisation du Comic-Con
- Hans Ruedi Giger (1940-2014), peintre
- Gene Hazelton (1919-2005)
- Carl Macek (1951-2010), scénariste et producteur pour la télévision
- Victor Moscoso (1936-)
- Larry Niven (1938-), écrivain
- Dan O'Neill (1942-)
- Virgil Partch (1916-1984)
- Jerry Pournelle (1933-2017), écrivain et journaliste
- Nestor Redondo (1928-1995)
- Marshall Rogers (1950-2007)
- John Romita, Sr. (1930-)
- Bill Spicer (1937-)
- Mort Walker (1923-2018)
- Marv Wolfman (1946-)

### De 1980 à 1989

#### 1980
- Terry Austin (1952-)
- Murray Bishoff (1954-), journaliste
- Pat Boyette (1923-2000)
- John Byrne (1950-)
- Ernie Chan (1940-2012)
- Chris Claremont (1950-)
- Shary Flenniken (1950-)
- Mike Friedrich (1949-)
- Rick Geary (1946-)
- Donald F. Glut (1944-), écrivain et scénariste
- Sam Gross (1933-)
- Al Hartley (1921-2003)
- B. Kliban (1935-1990)
- Jerry Muller, photographe et historien de la bande dessinée
- Office national du film du Canada (institution fondée en 1939)
- George Olshevsky (1946-), spécialiste de Marvel et paléontologue amateur
- Joe Orlando (1927-1998)
- Fred Patten (1940-2018), historien de la science-fiction et de la culture populaire japonaise
- Don Phelps, membre de l'organisation du Comic-Con
- Richard Pini (1950-)
- Wendy Pini (1951-)
- David Raksin (1912-2004), compositeur
- Scott Shaw! (1951-)
- Jim Shooter (1951-2025)
- John Stanley (1914-1993)
- B. K. Taylor (?)
- Osamu Tezuka (1928-1989)
- Adam West (1928-2017), acteur
- Wally Wood (1927-1981)

#### 1981
- Jerry Bails (1933-2006), spécialiste de la bande dessinée
- L. B. Cole (1918-1995)
- Jim Fitzpatrick (1946-), artiste
- Dick Giordano (1932-2010)
- Dave Graue (1926-2001)
- Paul Gulacy (1953-)
- Mary Henderson, membre de l'organisation du Comic Con
- Karl Hubenthal (1922-2011)
- Bil Keane (1917-1998)
- Frank Miller (1957-)
- Doug Moench (1948-)
- Monkey Punch (1937-2019)
- Dennis O'Neil (1939-2020)
- Gary Owens (1936-2015), disc jokey et doubleur
- Dick Rockwell (1920-2006)
- Allen Saunders (1899-1986)
- Julius Schwartz (1915-2004), éditeur
- Mike Sekowsky (1923-1989)
- Bill Sienkiewicz (1958-)
- Dave Sim (1956-)
- Alex Toth (1928-2006)
- Morrie Turner (1923-2014)
- Bill Woggon (1911-2003)

#### 1982
- Bob Bindig (1920-2007)
- Brian Bolland (1951-)
- Russ Cochran (en) (1937-), éditeur
- Dave Cockrum (1943-2006)
- Max Allan Collins (1948-), écrivain
- Chase Craig (1910-2001)
- Archie Goodwin (1937-1998)
- Mike Grell (1947-)
- Bruce Hamilton (1932-2005), spécialiste de la bande dessinée
- Jack Katz (1927-)
- Howard Kazanjian (1942-), producteur et écrivain
- Hank Ketcham (1920-2001)
- Walter Koenig (1936-), acteur
- Richard Kyle (1929-), personnalité du fandom
- Lee Marrs (1945-)
- Frank Marshall (1946-), producteur
- John Pound (?-)
- Tony Raiola (?-), éditeur et distributeur
- Steven Spielberg (1946-), réalisateur et producteur
- Leonard Starr (1925-2015)
- Robert Williams (1943-), peintre

#### 1983
- Douglas Adams (1952-2001), écrivain
- Maeheah Alzmann, membre de l'organisation du Comic-Con de 1976 à 1984
- Don Bluth (1937-)
- Floyd Gottfredson (1905-1986)
- Norman Maurer (1926-1986)
- George Pérez (1954-)
- Arn Saba (1947-)
- Dan Spiegle (1920-2017)
- Joe Staton (1948-)
- James Van Hise (1949-), spécialiste de Star Trek
- Cat Yronwode (1947-)

#### 1984
- Murphy Anderson (1926-2015)
- Román Arámbula (1936-), animateur
- Greg Bear (1951-), écrivain de science-fiction et membre fondateur du Comic Con
- Fae (Gates) Desmond, directeur du Comic Con
- Stan Drake (1921-1997)
- John Field (figure du fandom de Superman[1])
- Rick Hoberg (1952-)
- Greg Jein (en) (1945-), concepteur de figurines
- Ollie Johnston (1912-2008)
- Brant Parker (1920-2007)
- Robert Shayne (1900-1992), acteur
- Curt Swan (1920-1996)
- Frank Thomas (1912-2004)
- Jim Valentino (1952-)
- Al Williamson (1931-2010)

#### 1985
- Brent Anderson (1955-)
- Ben Bova (1932-), éditeur
- David Brin (1950-)
- Jack Cummings (1900-1989), producteur et réalisateur
- Jack Davis (1924-2016)
- Alan Moore (1953-)
- Dan O'Bannon (1946-2009), réalisateur
- Tom Orzechowski (1953-)
- John Rogers, membre de l'organisation du Comic-Con
- Alex Schomburg (1905-1998)
- Walter Simonson (1946-)

#### 1986
- Poul Anderson (1926-2001), écrivain
- Marion Zimmer Bradley (1930-1999), écrivain
- Dave Gibbons (1949-)
- Jean Giraud, dit aussi Moebius (1938-2012)
- Gilbert Hernandez (1957-)
- Jaime Hernandez (1959-)
- Denis Kitchen (1946-)
- Steve Leialoha (1952-)
- Martin Nodell (1915-2006)
- Harvey Pekar (1939-2010)
- Mark Stadler, membre de l'organisation du Comic-Con de 1980 à 1993
- Dave Stevens (1955-2008)

#### 1987
- Steve Ditko (1927-2018), refus du prix[2]
- Harlan Ellison (1934-), écrivain
- Larry Geeck, président du Comic-Con 1985
- Ward Kimball (1914-2002)
- Deni Loubert (1951-)
- Bill Messner-Loebs (1949-)
- Mike Peters (1943-)
- Bill Schanes (en) (1958-), éditeur
- Steve Schanes (1954-), éditeur
- Robert Silverberg (1935-), écrivain
- Art Spiegelman (1948-2017)
- Bernie Wrightson (1948-2017)
- Ray Zone (en) (1947-2002), historien de la culture populaire

#### 1988
- Robert Asprin (1946-2008), écrivain
- Mike Baron (1949-)
- Lynda Barry (1956-)
- John Bolton (1951-)
- Jules Feiffer (1929-2025)
- Raymond Elias Feist (1945-), écrivain
- Matt Groening (1954-), animateur
- Gary Groth (1954-)
- George R. R. Martin (1948-), écrivain
- Mike Pasqua, personnalité du fandom
- Steve Rude (1956-)
- Marie Severin (1929-2018)
- Matt Wagner (1961-)

#### 1989
- Richard Alf (1952-2012), libraire, membre fondateur et 1er trésorier du Comic-Con
- Robert Crumb (1943-)
- Howard Cruse (1944-)
- Kevin Eastman (1962-)
- Lee Falk (1911-1999)
- Ron Goulart (1933-2022), écrivain
- Walt Kelly (1913-1973), posthume
- Peter Laird (1954-)
- Syd Mead (1933-), concept artist
- Andre Norton (1912-2005), écrivain
- Jerry Robinson (1922-2011)
- Diana Schutz (1955-)
- Janet Tait, membre de l'organisation du Comic-Con de 1984 à 1999
- Ron Turner (1922-1998)
- Gahan Wilson (1930-)

### De 1990 à 1999

#### 1990
- Karen Berger (1958-)
- Bob Burden (1952-)
- Tom DeFalco (1950-)
- William Gaines (1922-1992), éditeur
- Jim Henson (1936-1990), marionnettiste
- Randy (1953-) et Jean-Marc Lofficier (1954-)
- Grant Morrison (1960-)
- Bob Overstreet (194?-), spécialiste de la bande dessinée
- Mary Reynante
- Bob Schreck (1955-)
- Ken Steacy (1955-)
- Rick Sternbach (1951-), illustrateur pour l'audiovisuel
- Charles Vess (1951-)

#### 1991
- Alicia Austin (1942-)
- Clive Barker (1952-), écrivain
- Dan Barry (1923-1997)
- Dan DeCarlo (1919-2001)
- Dr Seuss (1904-1991)
- Creig Flessel (1912-2008)
- Neil Gaiman (1960-)
- Keith Giffen (1952-)
- George Gladir (1925-2013)
- Joe Haldeman (1943-), romancier
- Lynn Johnston (1947-)
- Carol Kalish (1955-1991)
- Don Maitz (1953-)
- Sheldon Moldoff (1920-2012)
- Steve Oliff (1954-)
- Julie Roloff
- Stan Sakai (1953-)

#### 1992
- Carina Burns-Chenelle, membre de l'organisation du Comic-Con
- Bob Chapman, président de Graffiti Design
- Francis Ford Coppola (1939-), réalisateur
- Robin Doig, membre de l'organisation du Comic-Con
- Alan Grant (1949-)
- Bill Griffith (1944-)
- Ray Harryhausen (1920-2013), réalisateur
- Marc Hempel (1957-)
- Jim Lee (1964-)
- Milo Manara (1945-)
- Scott McCloud (1960-)
- Todd McFarlane (1961-)
- Rowena Morrill (1944-), illustrateur
- Diane Noomin (1947-)
- Louise Simonson (1946-)
- Dick Sprang (1915-2000)
- Vernor Vinge (1944-), écrivain
- Mark Wheatley (1954-)

#### 1993
- Jim Aparo (1932-2005)
- Gary Carter, historien de la bande dessinée
- Phil Foglio (1956-)
- Robert Goodwin
- Ferd Johnson (1905-1996)
- Don Martin (1931-2000)
- Dave McKean (1963-)
- Clydene Nee
- Paul Norris (1914-2007)
- Paul Power
- P. Craig Russell (1951-)
- Mark Schultz (1955-)
- Vincent Sullivan (1911-1999)
- Michael Whelan (1950-)
- Roger Zelazny (1937-1995), écrivain

#### 1994
- Mike Carlin (1958-)
- Paul Chadwick (1957-)
- Al Feldstein (1925-2014)
- Stan Goldberg (1932-2014)
- Roberta Gregory (1953-)
- Chad Grothkopf (1914-2005)
- Jerry Ordway (1957-)
- Bud Plant (1952-)
- Mike Richardson (1950-)
- John Romita, Jr. (1956-)
- Richard Rowell
- Lucius Shepard (1947-), écrivain
- Mickey Spillane (1918-2006), écrivain
- Joseph Michael Straczynski (1954-)
- Rumiko Takahashi (1957-)

#### 1995
- Roger Corman (1926-), réalisateur
- Ramona Fradon (1926-)
- Greg et Tim Hildebrandt (1939-), illustrateurs
- Ryōichi Ikegami (1944-)
- Irv Novick (1916-2004)
- Joe Sinnott (1926-2020)

#### 1996
- Donna Barr (1952-)
- Mort Drucker (1929-2020)
- Joe Giella (1928-)
- Jim Mooney (1919-2008)
- Kurt Schaffenberger (1920-2002)
- François Schuiten (1956-)
- David Siegel, réalisateur

#### 1997
- Dick Ayers (1924-2014)
- Stephen Bissette (1955-)
- Terry Brooks (1944-), écrivain
- Bob Haney (1926-2004)
- Russ Heath (1926-)
- Carol Lay (1952-)
- Michael Moorcock (1939-), écrivain
- Janice Tobias
- George Tuska (1916-2009)

#### 1998
- Frank Alison, membre de l'organisation du Comic-Con
- John Broome (1913-1999)
- Eddie Campbell (1955-)
- Nick Cardy (1920-2013)
- David Glanzer, membre de l'organisation du Comic-Con
- Fred Guardineer (1913-2002)
- Lorenzo Mattotti (1954-)
- Paul S. Newman (1924-1999)
- John Severin (1921-2012)
- Joe Simon (1913-2011)
- Naoko Takeuchi (1967-)
- Mark Yturralde (1966-), membre de l'équipe du Comic-Con

#### 1999
- Tom Batiuk (1947-)
- Chuck Cuidera (1915-2001)
- Samuel R. Delany (1942-), écrivain
- Arnold Drake (1924-2007)
- Sam Glanzman (1924-)
- Larry Gonick (1946-)
- Irwin Hasen (1918-2015)
- Sue Lord, membre de l'organisation du Comic-Con

### De 2000 à 2009

#### 2000
- Will Elder (1921-2008)
- Ric Estrada (1928-2009)
- Phoebe Gloeckner (1960-)
- Beth Holley, membre de l'organisation du Comic-Con
- Carmine Infantino (1921-2013)
- Jack Kamen (1920-2008)
- Ben Katchor (1951-)
- Harry Lampert (1916-2004)
- Bryan Talbot (1952-)
- Angelo Torres (1932-)
- Lewis Trondheim (1964-)

#### 2001
- Henry Boltinoff (1914-2001)
- Irwin Donenfeld (1926-2004)
- Brian (1947-) et Wendy Froud, illustrateurs
- Martin Jaquish, membre de l'organisation du Comic-Con
- Kaiji Kawaguchi (1948-)
- Joe R. Lansdale (1951-)
- Spider Robinson et Jeanne Robinson (1948-), écrivains
- Alvin Schwartz (1916-2011)
- Jeff Smith (1960-)
- Kim Thompson (1956-2013)

#### 2002
- Eddie Ibrahim, membre de l'organisation du Comic-Con
- Frank Jacobs (1929-)
- Jason (1965-)
- Paul Levitz (1956-)
- Bob Lubbers (1922-2017)
- Bob Oksner (1916-2007)
- Lew Sayre Schwartz (1926-2011)
- Hal Sherman (1911-)
- Herb Trimpe (1939-2015)
- William Woolfolk (1917-2003), scénariste

#### 2003
- Charles Berberian (1959-)
- Frank Bolle (1924-)
- Sal Buscema (1936-)
- John Davenport, membre de l'organisation du Comic-Con
- Philippe Dupuy (1960-)
- Steve Jackson (1953-), concepteur de jeux
- Larry Lieber (1931-)
- Terry Moore (1954-)
- Howard Post (1926-2010)

#### 2004
- Jack Adler (1917-2011)
- Dan Davis
- Tom Gill (1913-2005)
- Mark Hamill (1951-)
- Harry Harrison (1925-2012), écrivain
- Sid Jacobson (1929-)[3]
- Bruce Jones (194?-)
- Batton Lash (195?-)
- Mike Mignola (1960-)
- Bill Plympton (1946-), animateur
- Frank Springer (1929-2009)
- John Totleben (1958-)
- Jim Warren (1930-), éditeur

#### 2005
- Lee Ames (1921-2011)
- Barry Bard (1954-2005), personnalité du fandom
- Sy Barry (1928-)
- Bob Bolling (1928-)
- Taerie Bryant, membre de l'organisation du Comic-Con
- Greg Evans (1947-)
- Bob Fujitani (1920-)
- Robert Jordan (1948-), écrivain
- David Lapham (1970-)
- Gary Panter (1950-)
- Dexter Taylor (193?-)
- Jhonen Vasquez (1974-)

#### 2006
- Peter S. Beagle (1939-), écrivain
- Art Clokey (1921-1910), animateur
- Dan Clowes (1961-)
- Luis Dominguez (1923-)
- Basil Gogos (1929-2017)
- Everett Raymond Kinstler (1926-), peintre
- Kazuo Koike (1936-2019)
- Jean-Claude Mézières (1938-2022)
- Bill Pittman, membre de l'organisation du Comic-Con
- Yoshihiro Tatsumi (1935-2015)
- John Wagner (1949-)

#### 2007
- Allen Bellman (1924-)
- Renée French (1963-)
- Gary Friedrich (1943-)
- Adam Hughes (1967-)
- Miriam Katin (1943-)
- Mel Keefer (1926-)
- Joseph Michael Linsner (1968-)
- David Morrell (1943-), écrivain
- Lily Renée (1925-)
- Mike Ploog (1942-)
- Mary Sturhann, membre de l'organisation du Comic-Con
- Dan Vado (1959-)
- Mark Verheiden (1956-)
- F. Paul Wilson (1946-), écrivain

#### 2008
Pour 2008, la liste présentée sur le site officiel est très incomplète. La liste des lauréats est présentée dans Comic Con Magazine de l'automne 2008.
- Kyle Baker (1965-)
- Ralph Bakshi (1938-), animateur
- Mike W. Barr (1952-)
- Ed Brubaker (1966-)
- Kim Deitch (1944-)
- Victor Gorelick (1941-)
- Al Jaffee (1921-2023)
- Todd Klein (1951-), lettreur
- Tite Kubo (1977-)
- Noel Neill (1920-), actrice
- Floyd Norman (1935-)
- Al Plastino (1921-2013)
- Jeff « Tain » Watts (1960-), batteur de jazz
- Bill Willingham (1956-)
- Connie Willis (1945-), écrivaine
- Jim Woodring (1952-)

#### 2009
Tim Burton est présent sur la liste du site mais ne figure pas dans la liste des lauréats de Comic-Con Magazine de l'automne 2009.
- Mike Allred (196?-)
- LaFrance Bragg, membre de l'organisation du Comic Con
- Nick Cuti (1944-)
- Dwayne McDuffie (1962-2011)
- Stan Freberg (1926-)
- Terry Gilliam (1940-)
- John Kricfalusi (1955-)
- John Lasseter (1957-), animateur
- Dwayne McDuffie (1962-2011)
- Hayao Miyazaki (1941-)
- Patrick Oliphant (1935-)
- Chris Oliveros, éditeur
- Seth (1962-)
- Barry Short, membre de l'organisation du Comic Con
- Mike Towry (en), cofondateur du Comic Con
- Ramón Valdiosera Berman (1918-)
- Bob Wayne, éditeur
- Phil Yeh (1954-)

### De 2010 à 2019

#### 2010
Liste des lauréats 2010 :
- Peter Bagge (1957-)
- Brian Michael Bendis (1967-)
- Berkeley Breathed (1957-)
- Kurt Busiek (1960-)
- Dave Dorman (1958-), illustrateur
- Moto Hagio (1949-)
- Charlaine Harris (1951-), écrivaine
- Stuart Immonen (196?-)
- Phil Jimenez (1970-)
- Jenette Kahn (1948-), éditrice
- Keith Knight (1966-)
- Milo Manara (1945-)
- Andy Manzi, membre de l'organisation du Comic Con
- Larry Marder (1951-)
- Tom Palmer (1942-)
- Drew Struzan (1947-)
- James Sturm (1965)
- Carol Tyler (1951-)
- Anne-Marie Villegas, membre de l'organisation du Comic Con
- Al Wiesner (1930-)

#### 2011
Liste des lauréats 2011 :
- Anina Bennett (196?-)
- Jordi Bernet (1944-)
- Joyce Brabner (1952-)
- Chester Brown (1960-)
- Seymour Chwast (1931-)
- Alan Davis (1956-)
- Dick DeBartolo (1945-)
- Dawn Devine, membre de l'organisation du Comic Con
- Tony DeZuniga (1932-2012)
- Eric Drooker (1958-)
- Joyce Farmer (1938-)
- Tsuneo Gōda (1967-), animateur
- Paul Guinan (196?-)
- John Higgins (1949-)
- Jamal Igle (1972-)
- Peter Kuper (1958-)
- Richard A. Lupoff (1935-), écrivain
- Pat Lupoff (193?-), écrivain
- Steve Sansweet(1945-), collectionneur d'objets Star Wars
- Bill Schelly (1951-), membre du fandom
- Steven Spielberg (1946-), réalisateur
- Frank Stack (1937-)
- Jeff Walker, membre de l'organisation du Comic Con

#### 2012
Liste des lauréats 2012 :
- Charlie Adlard (1966-)
- Bill Amend (1962-)
- Alison Bechdel (1960-)
- Tim Bradstreet (1967-)
- Mike Carey (1959-), écrivain
- Peter Coogan, spécialiste de la bande dessinée
- Geof Darrow (1955-)
- Randy Duncan, spécialiste de la bande dessinée
- Ben Edlund (1968-)
- Gary Gianni (1954-)
- Larry Hama (1949-)
- Peter F. Hamilton (1960-), écrivain
- Mario Hernandez (1953-)
- Klaus Janson (1952-)
- Joe Jusko (1959-)
- Robert Kirkman (1978-)
- Erik Larsen (1962-)
- Rob Liefeld (1967-)
- Andy Mangels (196?-), écrivain
- Rudy Nebres (1937-)
- Whilce Portacio (1963-)
- James Robinson (1963-)
- Lou Scheimer (1928-2013), producteur
- Arnold Schwarzenegger (1947-), acteur
- Jim Silke (1931-)
- Marc Silvestri (1959-)
- Michael E. Uslan (1952-), producteur
- Trevor Von Eeden (1959-)
- Mark Waid (1962-)
- Thomas Yeates (1955-)

#### 2013
- Alan Campbell
- Jon Bogdanove (1958-)
- Gerry Conway (1952-)
- Denys Cowan (1960-)
- Michael Davis (196?-), éditeur
- Gene Deitch (1924-), animateur
- José Delbo (1933-2024)
- Derek T. Dingle (1961-), éditeur
- Paul Dini (1957-)
- Ellen Forney (1968-)
- Gary Frank (1969-)
- Tony Isabella (1951-)
- Dan Jurgens (1959-)
- Sam Kieth (1963-)
- Jack Larson (1928-), acteur
- Elliot S. Maggin (1950-)
- Leonard Maltin (1950-), critique de cinéma
- Jeff Mariotte (1955-)
- Val Mayerik (1950-)
- Dean Mullaney (1954-), éditeur
- Martin Pasko (1954-)
- Fred Perry (1969-)
- Ruth Sanderson (1951-), illustratrice
- Romeo Tanghal (1943-)
- Bruce Timm (1961-)

#### 2014
- Ray Billingsley
- June Brigman (1960-)
- Mark Brooks
- Amanda Conner (196?-)
- Brian Crane (1949-)
- Chuck Dixon (1954-)
- Jane Espenson (1964-), scénariste
- Bill Finger (1914-1974), posthume
- Drew Friedman
- Michael T. Gilbert
- Brian Haberlin
- Willie Ito, animateur
- Kelley Jones (1962-)
- Katherine Morrison, bénévole du comic-con
- Julie Newmar (1933-), actrice
- Graham Nolan (1962-)
- Michelle Nolan, historienne
- Jimmy Palmiotti (1961-)
- Benoît Peeters (1956-)
- John Picacio (en) (1969-)
- Mimi Pond
- Joe Quesada (1962-)
- Sam Raimi (1959-), réalisateur
- Don Rosa (1951-)
- François Schuiten (1956-)
- Brian Stelfreeze (196?-)
- Burt Ward (1945-), acteur

#### 2015
- Jerry Beck (en) (1955-), historien de l'animation
- Greg Capullo (1962-)
- Michael Catron (1954-), éditeur
- Carlos Ezquerra (1947-)
- Andrew Farago (en) (1976-), directeur de musée
- Dave Garcia (?-)
- Tom Grummett (1959-)
- Jackson « Butch » Guice (1961-)
- Chip Kidd (1964-), éditeur et spécialiste
- Steve Lieber (1967-)
- Laura Martin (?-)
- Dave McCaig (en) (1971-)
- Bill Mumy (1954-), acteur
- Kevin Nowlan (1958-)
- Joe Phillips (1969-)
- Hilary B. Price (?-)
- Humberto Ramos (1970-)
- Jimmie Robinson (1963-)
- Luis Royo (1954-)
- Jen Sorensen (1964-)
- Richard Starkings (en) (1962-), lettreur et concepteur de polices
- Kazuki Takahashi (1961-2022)
- Jill Thompson (1966-)
- Jhonen Vasquez (1974-)
- Craig Yoe (en) (1951-)

#### 2016
- Jason Aaron (1973-)
- Derf Backderf (1959-)
- Michael Barrier (1940-), historien de l'animation
- Luc Besson (1959-), réalisateur
- Peggy Burns, éditrice chez Drawn and Quarterly
- Peter David (1956-)
- Jim Davis (1945-)
- Tom Devlin, éditeur chez Drawn and Quarterly
- Ben Dunn (1964-)
- Matt Fraction (1975-)
- William Gibson (1948-), écrivain de science-fiction
- Kieron Gillen (1975-)
- Mike Judge (1962-), producteur et réalisateur
- Hidenori Kusaka (?-)
- Ed McGuinness (1974-)
- Jamie McKelvie (en) (1980-)
- Tsutomu Nihei (1971-)
- Christopher Priest (1961-)
- Phil Roman (1930-), réalisateur et producteur
- Alex Sinclair (?-), coloriste
- John Trimble, personnalité du fandom
- Satoshi Yamamoto (1965-)

#### 2017
- Arthur Adams (1963-)
- Andrew Aydin (en) (1983-)
- Alan Burnett (1949-), scénariste de télévision
- Joyce Chin (?-)
- Kevin Feige (1973-), producteur
- Maija Gates
- Robin Hobb (1952-), écrivaine de fantasy
- James D. Hudnall (1957-)
- John Lewis (1940-), homme politique
- Jeph Loeb (1958-)
- Jonathan Maberry (1958-), écrivain de science-fiction
- Glenn McCoy (1965-), illustrateur humoristique
- John Morrow, personnalité du fandom
- Keith Pollard (1950-)
- Nate Powell (1978-)
- Eduardo Risso (1959-)
- Gary Sassaman, membre de l'organisation du Comic Con
- Brian Selznick (1966-), écrivain jeunesse
- Eric Shanower (1963-)
- R. Sikoryak (en) (1964-)
- Alexander Simmons (?-)
- Gail Simone (1974-)
- R. L. Stine (1943-), écrivain
- Ron Wilson (en) (?-)

#### 2018
- Rafael Albuquerque (1981-)
- Yoshitaka Amano (1952-), dessinateur notamment célèbre pour sa contribution à Final Fantasy
- Marc Bernardin (1971-), journaliste
- / Cory Doctorow (1971-), journaliste et écrivain
- Brian Fies (19??)
- Manuele Fior (1975-)
- Richard Friend (19??)
- Alex Grecian (en) (1969-)
- Justin Green (1945-2022)
- Elizabeth Hand (1957-), écrivaine
- Deborah Harkness (1965-), écrivaine
- R. C. Harvey (1937-), spécialiste
- Nalo Hopkinson (1960-), enseignant
- Larry Houston (19??-), storyboarder
- Liniers (1973-)
- Jason Lutes (1967-)
- David Mack (19??)
- Nichelle Nichols (1932-), actrice
- Ann Nocenti (1957-)
- Brian Pulido (1961-)
- Randy Reynaldo (19??-)
- Eric Reynolds (en) (1971-)
- R. A. Salvatore (1959-), écrivain
- Brian Scott, costumier
- Kevin Smith (1970-), réalisateur
- Modèle:Loen (19??-)
- Peter Tomasi (1967-)
- Shannon Wheeler (1966-)

#### 2019
- Wendy All (19??), conceptrice de jouets et dessinatrice
- Leigh Bardugo (1975-), écrivaine
- Charles Brownstein, directeur du Comic Book Legal Defense Fund depuis 2002
- Jon B. Cooke (en) (19??), journaliste
- Mary Fleener (1951-)
- Roger Freedman, professeur de physique et d'astronomie
- Gene Ha (19??-)
- Jonathan Hickman (1972-)
- Arvell Jones (1952-)
- Charlie Kochman (19??), directeur éditorial d'Abrams ComicArts
- Ulli Lust (1967-)
- Craig Miller (en) (1954-), producteur et scénariste
- Clayton Moore (1914-1999)
- John Nee, éditeur
- Audrey Niffenegger (1963-), écrivaine
- Paco Roca (1969-)
- Scott Snyder (1976-)
- Brinke Stevens (1954-), actrice
- George Takei (1937-), acteur
- Billy Tucci (en) (1966-)
- Chris Ware (1967-)
- William F. Wilson
- Maryelizabeth Yturralde (19??), libraire[9]

### 2022
- Beth Accomando, journaliste
- Jane Baer, animatrice
- Trino Camacho (es) (1961-)
- Cecil Castellucci (en) (1969-), écrivaine
- Ruth Clampett, écrivaine
- Danny Fingeroth (en), écrivain et éditeur
- Shaenon K. Garrity (1978-), autrice et illustratrice
- Marie Javins (en) (1966-), éditrice
- Jock (1972-), dessinateur
- Barbara Kesel (1960-), écrivaine et éditrice
- Phil LaMarr (1967-), scénariste
- Miriam Libicki
- Kevin Maguire (1960-)
- Barbara Mendes (1948-)
- Bill Morrison (1959-), auteur
- Steve Niles (1965-), écrivain et scénariste
- Steve Saffel
- Dan Slott (1967-), scénariste
- Lilah Sturges (1970-), auteure
- Hidetaka Tenjin (en) (1973-)

### 2023
- Mike Becker
- Jim Benton (en) (1960-)
- Holly Black (1971-)
- J. Scott Campbell (1973-)
- Ricardo Caté
- Janice Chiang (en) (1955-)
- Becky Cloonan (1980-)
- Felicia Day (1979-)
- Barbara Friedlander, éditrice chez DC Comics
- Anastasia Hunter, membre de l'organisation du Comic-Con
- Junji Ito (1963-)
- Lisa Moreau
- Stephen Notley (1970-)
- Robyn Reynante
- Ben Saunders (en) (1968-)
- Linda Šejić (19??-)
- Stjepan Šejić (1981-)
- John Semper (en) Jr., producteur
- Beau Smith (1954-)
- Merrie Spaeth (en) (1948-)
- Raina Telgemeier (1977-)
- Ben Templesmith (1978-)
- David Walker (1968-)
- Lee Weeks (1960-)

### 2024
- Charles Ardai (en)
- Hitoshi Ariga, illustrateur (1972-)
- Rodney Barnes (en)
- Steve Brown
- Liz Climo (1981-)
- Barbara Brandon-Croft (1958-)
- Spike Decker
- Jo Duffy (1954-)
- Josh Glaser
- Juanjo Guarnido (1967-)
- Jack C. Harris (en) (1947-)
- Joseph Illidge
- Dave Johnson (1966-)
- Lee Kohse (en) (1950-)
- Rick Marschall (1949-)
- Patrick McDonnell (1956-)
- Don McGregor (1945-)
- Eric Nakamura (en), éditeur et galleriste
- Naomi Novik (1973-)
- Rick Parker (1946-)
- Eric Powell (1975-)
- Keanu Reeves (1964-)
- Cecy Robson, romancière
- Tom Sito (1956-)
- Kenichi Sonoda (1962-)
- Linda Sunshine (1948-)
- Mariko Tamaki (1975-)